# Beffroi d'Amiens
Le beffroi d'Amiens est un beffroi situé place au Fil, dans le centre-ville d'Amiens. Il est inscrit à l'inventaire supplémentaire des Monuments historiques depuis le 7 août 1926 puis au patrimoine mondial de l'UNESCO au titre de Beffrois de Belgique et de France depuis 2005.
Il est surnommé « Ch' Bédouf », en picard, par les amiénois.

## Histoire
Son origine remonte à l'établissement de la commune d'Amiens sous le roi Louis VI le Gros. Il est mentionné pour la première fois dans une sentence arbitrale rendue par le chapitre d'Amiens en 1244.

### Naissance de la commune
La commune naît en 1113, elle est reconnue par l'évêque Geoffroy et le roi Louis VI. Par contre, le comte d'Amiens Enguerrand de Boves et son fils Thomas de Marle refusèrent de reconnaître la commune. Guibert de Nogent relate l’avènement de la commune d'Amiens dans son autobiographie et Suger l'intervention militaire du roi. Les adversaires de la commune sont retranchés dans le Castillon, forteresse héritée de l'époque romaine. Louis VI vient en personne, en 1115 donner l'assaut, sans succès. Blessé, il se retire et le siège de la forteresse dura deux ans. En 1117, le Castillon tombe et est détruit sur ordre du roi. À son placement, les bourgeois font construire le beffroi.

### DuXVesiècleà nos jours
Le beffroi est reconstruit au début du XVe siècle (1406-1410). Symbolisant l'indépendance de la commune, il sert alors aux réunions des notables de la ville puis de salle d'archives, de magasin d'armes et de prison. Un guetteur surveille aux alentours les arrivées et prévient la population des dangers extérieurs.
Le beffroi sert également à informer les compagnies privilégiées de l'imminence d'un sinistre. Le règlement, dressé le 29 mai 1782 par les officiers municipaux et approuvé par le conseil d'État, stipule qu'au son de la cloche du beffroi, les quatre compagnies doivent se rendre sur les lieux du sinistre vêtus de leurs chapeaux uniformes et de leur giberne. Ils veillent alors au maintien de l'ordre sous la direction de leurs officiers municipaux et du commandant de place.
Le beffroi jouxte les Halles et l'arrière de l'Hôtel de ville. Il sonnait chaque heure de la journée.
Le 13 août 1562, le beffroi est victime d'un incendie
Le 16 avril 1742, le beffroi est à nouveau la proie des flammes.
La réparation du beffroi ne débute qu'en 1749. C'est le projet de l'architecte Beffara qui est finalement adopté. Il donne au beffroi l'aspect qu'on lui connaît aujourd'hui. La grosse cloche « Marie-Firmine » est fondue le 2 août 1748, dans les jardins de l'évêché par Jean et Charles Cavillier, fondeurs de cloches à Carrépuis. D'un diamètre de 2,43 m et d'une hauteur de 2,06 m, elle pesait 11 tonnes avec un battant de 315 kg.
Le 19 mai 1940, la ville d'Amiens subit un violent bombardement par la Luftwaffe, la toiture et la charpente du beffroi sont la proie des flammes, la cloche de 11 tonnes se brise en s'écrasant sur le sol.

## Architecture

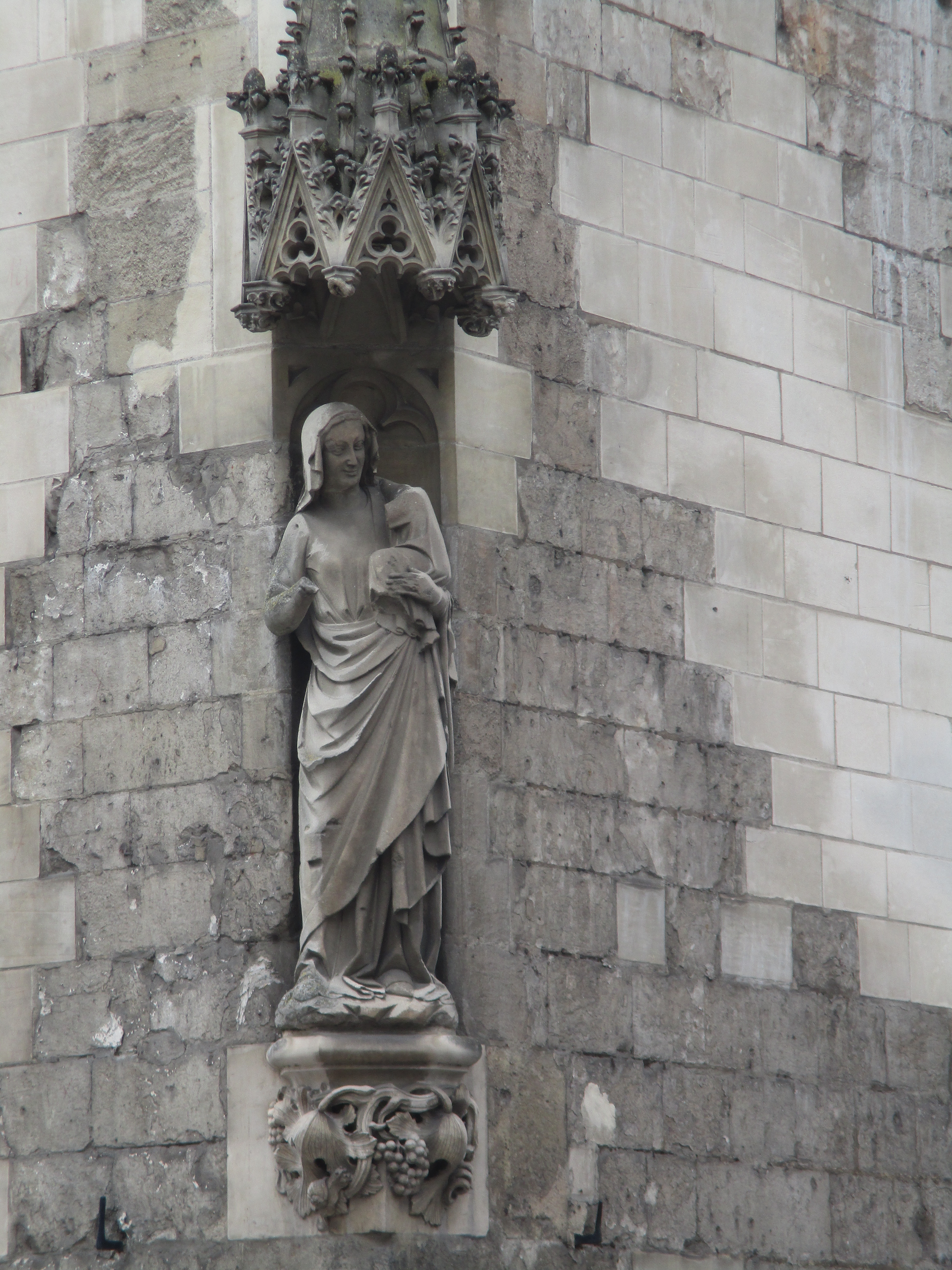
La Vierge du beffroi.

Ce beffroi est constitué d'une base en pierre de taille blanche, construite au XVe siècle entre 1406 et 1410 surmontée d'un clocher en pierre édifiée à partir de 1749 avec des volutes de style baroque à sa base, et d'un dôme recouvert d'ardoises puis d'une flèche et d'une girouette arborant une renommée. Une énorme cloche de 11 tonnes, baptisée « Marie-Firmine », fut installée à l'intérieur.
La hauteur du beffroi est de 52 mètres.
À l'abandon et dépourvu de toiture depuis la Seconde Guerre mondiale, le monument a été restauré en 1989. Il fut d'abord coiffé d'une nouvelle charpente sur le modèle du XVIIIe siècle. La nouvelle renommée fut placée en 1990.
À l'intérieur, on peut voir encore des cachots avec des graffitis et les morceaux de « Marie-Firmine » brisée sur le sol.
Le beffroi d'Amiens est  Inscrit MH (1926) et classé  Patrimoine mondial (2005) au titre des beffrois de Belgique et de France.

## Restauration 1988-1990
Le beffroi resta à l'état de ruine jusque 1988, date à laquelle débutèrent les travaux de restauration, une nouvelle charpente fut construite recouverte d'ardoise, la renommée du sommet a été posée en 1990.
La grosse cloche ne fut pas refondue mais un carillon a été installé à sa place selon la volonté du maire Gilles de Robien.

### Représentations insolites
Lors de la restauration, les maires de la commune étaient René Lamps, de 1988 à 1989, puis Gilles de Robien, de 1989 à 1990. Comme au temps des cathédrales, un tailleur de pierre « facétieux » a profité de l'occasion pour sculpter aux arrêts de la moulure de l'archivolte de la porte du monument, les deux édiles qui l'un après l'autre ont dirigé la capitale picarde, pendant dix-huit années pour le premier et dix-neuf pour le second,.

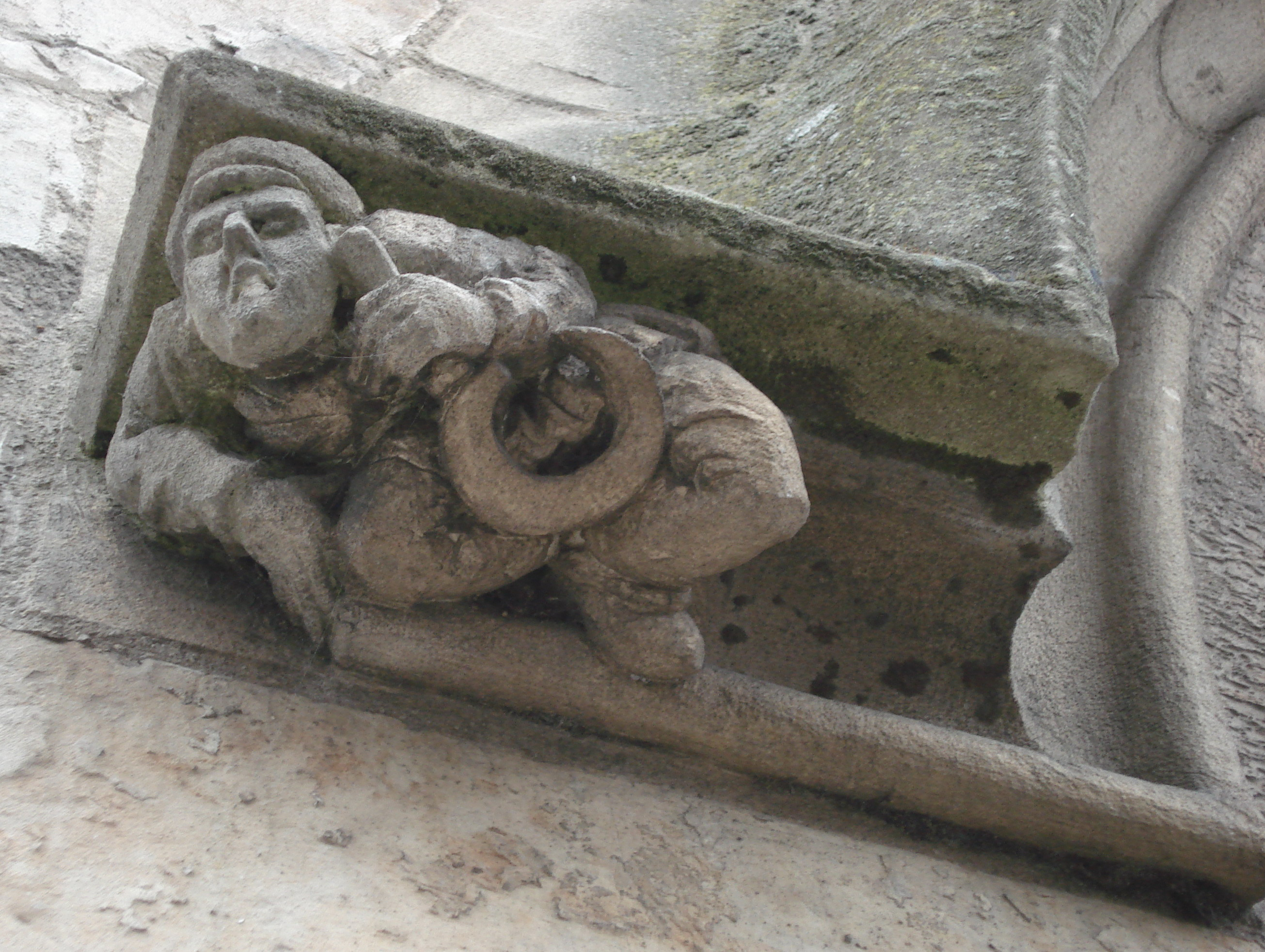
René Lamps
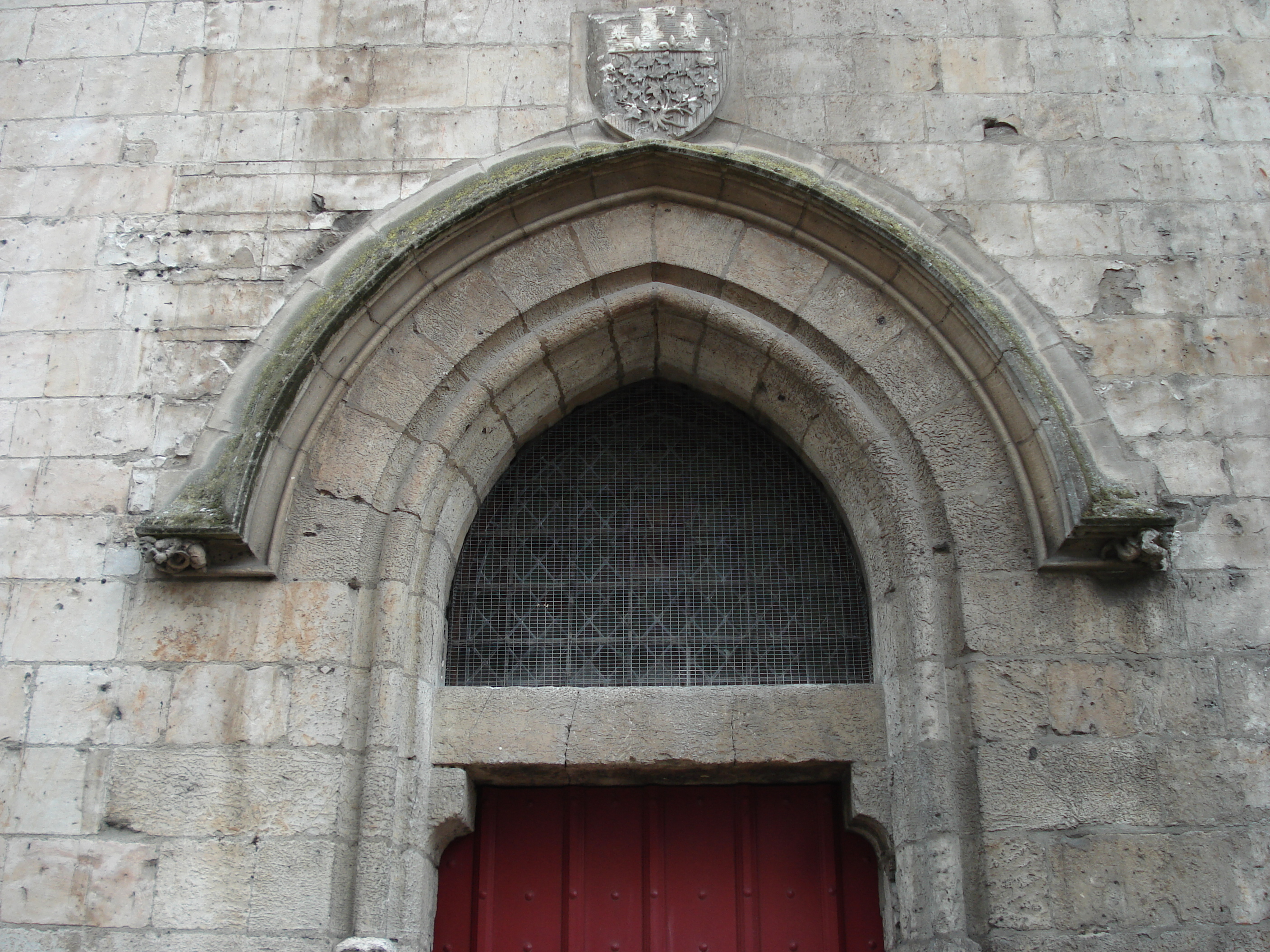
Archivolte de la porte du Beffroi d'Amiens
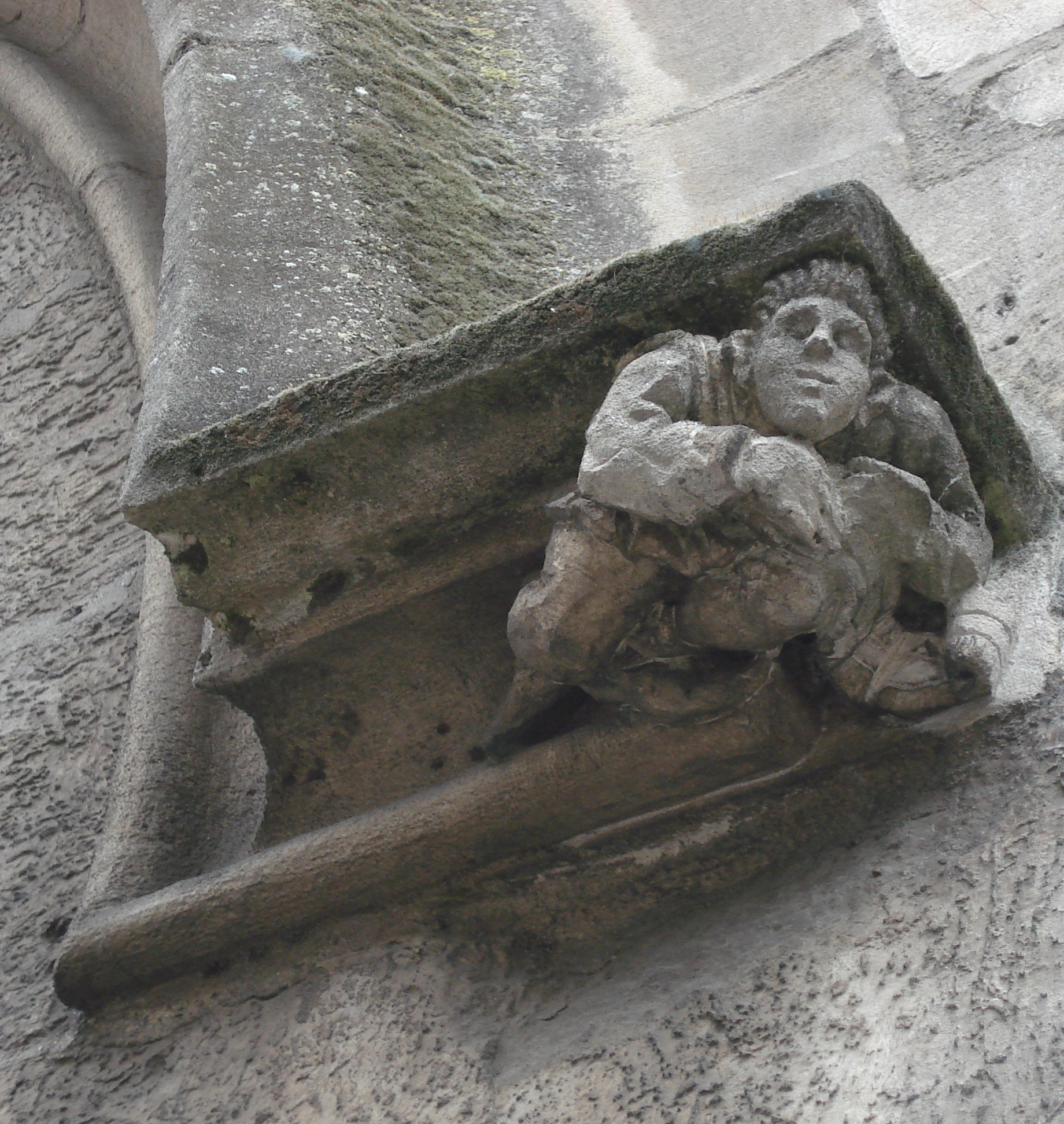
Gilles de Robien